# Costin Lazăr
Costin Lazăr (n. 24 aprilie 1981, București, România) este un fotbalist român retras din activitate.
A jucat în prima ligă românească pentru Sportul Studențesc, Rapid și FC Voluntari, și în prima ligă greacă pentru PAOK Salonic, Panaitolikos Agrinio și Iraklis Salonic.
A debutat în Divizia A la 3 august 2001, pentru Sportul Studențesc într-un meci pe care echipa sa l-a câștigat cu 3-0 în fața echipei Petrolul Ploiești.
La Rapid a ajuns în toamna lui 2006, fiind cumpărat de la Sportul o dată cu Ionuț Mazilu. S-a impus repede în echipă, fiind caracterizat prin determinarea cu care se implică în joc. Evoluează ca mijlocaș central și are o înălțime de 1,79 m și 72 kg.
A debutat la echipa națională a României pe data de 12 noiembrie 2005, într-un meci amical împotriva Coastei de Fildeș, terminat cu scorul de 1-2.
S-a retras din activitate de la FC Voluntari, după un meci terminat la egalitate cu Dinamo.